# Lassen met atomaire waterstof
Lassen met atomaire waterstof is een lasproces dat verwant is aan TIG-lassen. Het werd in de jaren 1930 uitgevonden door schei- en natuurkundige (en Nobelprijswinnaar) Irving Langmuir. De methode was vooral populair in de jaren 30 en 40 van de vorige eeuw, toen edelgassen nog slecht verkrijgbaar waren.
Dit lasproces moet niet worden verward met het autogeen lassen met een mengsel van waterstofgas en zuurstofgas (oxyhydrogen welding).

## Kenmerken
De atomaire-waterstoflasmethode behoort tot de categorie 'elektrisch booglassen'.
Het belangrijkste kenmerk van dit lasproces is dat er zeer hoge temperaturen mee opgebouwd kunnen worden; zelfs hoger dan het smeltpunt van het element met het hoogste smeltpunt: wolfraam (3422°C). Dit wordt bereikt doordat waterstofgas (H2) wordt geleid door de boog tussen twee wolfraamelektroden.
De moleculaire waterstof ontleedt daar tot atomaire waterstof (2 H) en absorbeert daarmee tot wel 85% van de energie van de elektrische boog. Deze energie komt vrij als de atomaire waterstof zich weer recombineert tot moleculaire waterstof: H + H > H2 + 436,22 kJ/mol. Dat gebeurt met name op het koelere oppervlak van het te lassen werkstuk.
Vervolgens verbrandt de waterstof onder invloed van atmosferische zuurstof (knalgas), waardoor nog iets meer hitte vrijkomt. Tevens zorgt dit ervoor dat zuurstof uit de lucht wordt weggevangen, zodat het niet het werkstuk kan bereiken.
De temperatuur die door deze combinatie van de elektrische boog en het reorganiseren van waterstof bereikt kan worden, is enorm: meer dan 4000°C. Dit is veel hoger dan wat bereikt kan worden met een acetyleenbrander (3300°C) die voor autogeen lassen wordt gebruikt. Overigens zijn er twee stoffen die kunnen branden met een nog hetere vlam dan wat met atomaire waterstof haalbaar is: oxalonitril (4525 °C) en dicyanoacetyleen (4987°C).

## Proces
In tegenstelling tot bij TIG-lassen worden er twee wolfraam-elektroden gebruikt die onder een hoek dicht (1-2 mm) bij elkaar staan, en waartussen de boog wordt opgebouwd. Doorgaans wordt hier wisselstroom voor gebruikt, zodat beide elektroden gelijk belast worden. Langs beide elektroden stroomt waterstofgas, dat warmte absorbeert, daarmee tegelijk dient als koelmiddel voor de elektroden, en dat beschermt tegen gassen uit de lucht (met name zuurstof en stikstof). Het atomaire waterstofplasma stroomt naar het werkstuk, waar de bovengenoemde grote hoeveelheid energie wordt afgegeven.
Doordat de boog onafhankelijk van het materiaal in stand wordt gehouden (er is geen afsmeltende elektrode), kan er gelast worden met of zonder toevoeging van materiaal. Doordat het niet noodzakelijk is om een potentiaalverschil ten opzichte van het werkstuk te hebben, kunnen ook niet-geleidende materialen op deze manier gelast worden.

## Toepassingen
Dit lasproces wordt voornamelijk gebruikt bij materialen met een zeer hoog smeltpunt, die op andere manieren niet of niet goed te lassen zijn. Door de zeer grote energie-inbreng kan het bovendien zeer snel lassen, wat voor sommige toepassingen nodig is.
De methode kan zowel handmatig als geautomatiseerd worden toegepast. Soms wordt waterstof niet toegevoegd als waterstofgas, maar als ammoniak (NH3), dat in de hitte van de elektrische boog dissocieert, waarbij eveneens atomaire waterstof vrijkomt.
Met deze methode is het mogelijk dunne laagjes op een dragermateriaal aan te brengen, bijvoorbeeld extra harde of hittebestendige lagen.
Het is ook mogelijk deze methode te gebruiken om gaten te smelten in elk willekeurig materiaal.

## Voor- en nadelen

### Voordelen
- In beginsel kan elk materiaal met deze methode gelast worden, doordat een hogere temperatuur bereikt wordt dan het smeltpunt van elk materiaal. Ook niet-metalen (niet-geleiders) kunnen hiermee gelast worden.
- Zeer grote warmte-inbreng; daardoor is het mogelijk te lassen in zeer korte pulsen.
- Het is mogelijk te lassen met en zonder toevoegmateriaal.
- Zowel lassen als snijden zijn mogelijk.
- Het is mogelijk zeer dun materiaal te lassen (bijvoorbeeld folies), doordat het materiaal zelf geen deel uitmaakt van de boog.

### Nadelen
- Relatief lage lassnelheid, doordat toevoegmateriaal extern toegevoegd moet worden.
- Er is een risico op koudscheuren door waterstof dat oplost in het gelaste materiaal (waterstofscheuren). Dit blijkt in de praktijk opvallend genoeg mee te vallen doordat het materiaal zo heet wordt dat de waterstof het materiaal tijdig kan verlaten: waterstofinsluiting ontstaat vooral bij lagere temperaturen.
- Relatief duur.